# Mary Van Rensselaer Buell
Mary Van Rensselaer Buell (Madison, Wisconsin, 14 de junio de 1893 - ibidem, 18 de febrero de 1969) fue una bioquímica estadounidense. Fue la primera mujer en obtener un doctorado en bioquímica de la Universidad de Wisconsin. Llevó a cabo una extensa investigación en nutrición y química fisiológica en la Universidad de Wisconsin, Universidad de Iowa, Universidad Johns Hopkins, Universidad Washington en San Luis y en la Universidad de Chicago.

## Primeros años y educación
Mary Van Rensselaer Buell nació en Madison, Wisconsin, Estados Unidos el 14 de junio de 1893, hija de Martha Merry y Charles Edwin Buell. Su padre fue abogado, y su madre una egresada de la Universidad Cornell. Buell fue una de cuatro hermanas; su hermana Martha se casó con el geofísico Louis B. Slichter. En la Universidad de Wisconsin obtuvo una licenciatura en química en 1914; una maestría en química agrícola en 1915; y un doctorado en bioquímica en 1919. Fue una Kappa Alpha Theta, Phi Beta Kappa y Sigma Xi.

## Trabajo científico
Buell fue miembro de la Sociedad Americana de Químicos Biológicos y realizó extensas investigaciones sobre nutrición y química fisiológica en la Universidad de Iowa, Universidad Johns Hopkins, Universidad de Washington y en la Universidad de Chicago. Trabajó en la química de ácidos nucleicos y nucleótidos, la relación de las hormonas con el metabolismo de los carbohidratos y el desarrollo de procedimientos ultramicroscópicos para el análisis de la actividad enzimática.
Fue asistente de química general en la Universidad de Illinois (1915-1916) e instructora en la Universidad de Wisconsin (1917-1919). Fue instructora en química física entre 1919 y 1920; y se desempeñó como profesora asistente de economía doméstica en la Universidad de Iowa de 1920 a 1921.
Fue nombrada entre el personal de la Escuela de Medicina Johns Hopkins en Baltimore como profesora asistente (1921-1922), y luego como profesora asociada en el Departamento de Química Fisiológica de la Escuela de Medicina (1922-1930). Trabajó con el Departamento de Medicina desde 1930 hasta 1946.
En 1948, Buell comenzó el primero de dos nombramientos en el Instituto de Enzimas de la Universidad de Wisconsin, donde fue investigadora asociada desde 1948 hasta 1950. Luego fue a la escuela de medicina de la Universidad de Washington, San Luis (1950-1954) y después a la escuela de medicina de la Universidad de Chicago (1954-1957), donde se convirtió en profesora de bioquímica (1957-1960). Tras su «retiro» en 1960, volvió a trabajar en el Instituto de Enzimas de la Universidad de Wisconsin.

## Publicaciones destacadas
- The Detergent Action of Soap (1915)
- Studies of blood regeneration: I. Effect of hemorrhage on alkaline reserve; II. Effect of hemorrhage on nitrogen metabolism (1919)